# Emilie Hráská
Emilie Hráská, roz. Kaiserschattová, provd. Očásková (4. května 1900 Rozbělesy – 22. srpna 1978 Praha) byla česká herečka a režisérka.

## Život
Studovala na dramatickém oddělení Konzervatoře v Praze (1921–1924) u M. Laudové a Jaroslava Hurta, po třetím ročníku však odešla k divadlu
Jako studentka konzervatoře působila ve Volném sdružení posluchačů konzervatoře a na Scéně adeptů v Legii malých, spolu s dalšími konzervatoristy (Miloslav Jareš, František Salzer, Jiří Vasmut, Nina Bártů, Václav Trégl, Otto Rádl, Josef Schettina, Jarmila Horáková, Ladislav Boháč, Jan Škoda, aj.) a Jiřím Frejkou.
V letech 1924–1925 působila v Českém studiu Josefa Bezdíčka a Vladimíra Gamzy, po jeho sloučení se souborem E. A. Longena v roce 1925 v nově vzniklém Sečestealu. Následně od října 1926 do podzimu roku 1927 opět i s V. Očáskem u V. Gamzy v jeho nově založeném Uměleckém studiu.
Krátce působila v Divadle sdružených měst východočeských (1926) a v České komorní scéně v Pardubicích (1927).
V letech 1929–1930 v pražském Intimním divadle, v 1930–1932 v divadle Akropolis v Praze. V letech 1932–1934 v Osvobozeném divadle.
Následovalo angažmá v Jihočeském divadle v Českých Budějovicích (1934–1936). Od roku 1936 do 1938 působila v Národním divadle moravskoslezském v Ostravě, v sezoně 1939/1940 ve Východočeském divadle v Pardubicích. Od roku 1940 byla členkou Městského divadla na Kladně, členem souboru byl i její manžel V. Očásek, zde působila až do roku 1945.
V roce 1945 nastoupila do Realistického divadla Zdeňka Nejedlého a působila zde až do svého odchodu do důchodu v roce 1963.
Od roku 1932 se objevovala i v menších filmových rolích.
Byla manželkou herce Viktora Očáska (1897–1975).

## Ocenění
- Vyznamenání za vynikající práci

## Citát
| „              | Když brzy po květnu 1945 vstoupilo do pražského uměleckého života Škodovo Realistické divadlo, objevily se v jeho zakladatelském souboru dvě herečky: Emilie Hráská a Jarmila Májová…Známější byla první, důvěrnice mladší Jarmily Horákové, které nadšení pro divadlo dalo odvahu odejít na venkov a vystřídat tam řadu scén. V Uměleckém studiu Vladimíra Gamzy, s nímž pracovala předtím v jeho putovním Českém studiu, vytvořila několik postav, jako Shakespearovu Marii, Moliérovu Lisettu, Gogolovu Teklu Andrejevnu a Shawovu Candidu, a na nich prokázala životnost svého hereckého pudu, který se pak uplatňoval zejména v energických, hybných a řečných ženách. | “ |
| — Josef Träger | |   |

## Divadelní role, výběr
- 1926 A. V. Suchovo-Kobylin: Svatba Krečinského, Tetička, Divadlo Kolín, rež. Aleš Podhorský [9]
- 1933 V+W: Osel a stín, kramářka, Osvobozené divadlo, režie Jindřich Honzl
- 1934 E. Labiche: Slaměný klobouk, Dáma Luisa, Osvobozené divadlo, režie Jindřich Honzl
- 1936 M. Gorkij: Jegor Bulyčov, Varvara, Národní divadlo moravskoslezské, režie Jan Škoda
- 1936 William Shakespeare: Veselé ženy windsorské, Paní Čiperná, Národní divadlo moravskoslezské, režie Jan Škoda
- 1936 Vilém Werner: Lidé na kře, Teta Máli, Národní divadlo moravskoslezské, režie Karel Konstantin
- 1937 Karel Čapek: Bílá nemoc, Reportérka, Národní divadlo moravskoslezské, režie Antonín Kurš
- 1937 Gabriela Zapolska: Morálka paní Dulské, Tadrachová, Národní divadlo moravskoslezské, režie Jiří Myron
- 1937 Frank Tetauer: Svět, který stvoříš, Mařenka, Národní divadlo moravskoslezské, režie Jiří Myron
- 1937 František Langer: Dvaasedmdesátka, Julča, Národní divadlo moravskoslezské , režie Antonín Kurš
- 1938 Carlo Goldoni: Sluha dvou pánů, Smeraldina, Národní divadlo moravskoslezské, režie Antonín Kurš
- 1938 Jaroslav Kvapil: Princezna Pampeliška, Její chůva, Národní divadlo moravskoslezské, režie Karel Palouš
- 1938 Jaroslav Žák: Škola, základ života, Eufrosina Suchánková, profesorka historie, Národní divadlo moravskoslezské, režie Karel Konstantin
- 1938 André Birabeau: V mateřském náručí, Adriena Ampuisová, Národní divadlo moravskoslezské, režie Jiří Myron
- 1946 Georg Simon Kaufmann, Moss Hart: Přišel na večeři, Paní Stanleyová, Realistické divadlo, režie Ota Ornest
- 1946 A. N. Ostrovskij: Bouře, Dáma, Realistické divadlo, režie Karel Palouš
- 1947 Oscar Wilde: Jak je důležité míti Filipa, Slešna Prismová, Realistické divadlo, režie Ota Ornest
- 1948 Ilja Erenburg: Lev na náměstí, Jeho manželka, Realistické divadlo, režie Jan Škoda
- 1948 Alexandr Fredro: Dámy a husaři, Paní Neodbylská, Realistické divadlo, režie Ota Ornest
- 1949 M. Gorkij: Nepřátelé, Polina Bardinová, Realistické divadlo, režie Jan Škoda
- 1951 A. Kornejčuk: Kalinový háj, Kovšiková, Realistické divadlo, režie Karel Palouš
- 1952 Jaroslav Klíma: Štěstí nepadá s nebe, Roučková, představení souboru Realistického divadla v Tylově divadle v rámci Divadelní žatvy 1951–2, režie Karel Palouš
- 1953 Vojtěch Cach: Mostecká stávka, Špatenková, chalupnice, představení souboru Realistického divadla v Tylově divadle v rámci Divadelní žatvy 1953, režie Karel Palouš
- 1954 William Shakespeare: Romeo a Julie, chůva, Realistické divadlo, režie Karel Palouš
- 1956 V. Tajovský: Ženský zákon, Mara, Realistické divadlo, režie Janko Borodáč
- 1959 Oldřich Daněk: Pohled do očí, Tetička, Realistické divadlo, režie Rudolf Vedral
- 1961 N. F. Pogodin: Kremelský orloj, Anna Čudnovová, Realistické divadlo, režie Karel Palouš
- 1961 Alois Jirásek: Pan Johanes, Kořenářka, Realistické divadlo, režie Karel Palouš
- 1962 Karel Čapek: Loupežník, cikánka, Realistické divadlo, režie František Laurin
- 1963 Marcel Pagnol: Malajský šíp, Dáma, Realistické divadlo, režie Karel Palouš
- 1966 Alois Mrštík, Vilém Mrštík: Maryša, Horačka (j. h.), Realistické divadlo, režie Karel Palouš
- 1968 G. Chevallier, Jiří Flíček: Zvonokosy, Paní Měchejřková (j. h.), Realistické divadlo, režie František Laurin
- 1975 F. M. Dostojevskij, Gaston Baty: Zločin a trest, Aljona, lichvářka (j. h.), Realistické divadlo, režie Karel Palouš

## Divadelní režie, výběr
- 1927 G. B. Shaw: Candida, Umělecké studio
- 1927 H. Berger: Potopa, Umělecké studio (spolurežie s V. Gamzou)
- 1951 Vojtěch Cach: Viadukt, Vesnické divadlo
- 1954 Carlo Goldoni: Paní hostinská (Mirandolina), Realistické divadlo Zd.Nejedlého, režie společně s Vladimírem Adámkem

## Filmografie, výběr
- 1932 Sňatková kancelář, role:členka spolku žen, režie Svatopluk Innemann
- 1939 Příklady táhnou, Žanynka, režie Miroslav Cikán
- 1939 Hvězda z poslední štace, herečka Lásková, režie Jiří Slavíček
- 1947 Až se vrátíš, panská, režie Václav Krška
- 1952 Anna proletářka, žena, režie Karel Steklý
- 1955 Hudba z Marsu, Nováková, režie Ján Kadár a Elmar Klos
- 1958 Zde jsou lvi, uklízečka, režie Václav Krška
- 1959 Probuzení, Marcelova matka, režie Jiří Krejčík
- 1961 Kde řeky mají slunce, teta Rozárka, režie Václav Krška
- 1962 Deštivý den, uklízečka, režie Jiří Bělka
- 1962 Malý Bobeš ve městě, babka, režie Jan Valášek st.
- 1970 Kapacita, rež. Stanislav Strnad
- 1975 Agneska, režie Jaroslav Dudek